# Omphiscola
Omphiscola is een geslacht van weekdieren uit de klasse van de Gastropoda (slakken).

## Soorten
- Omphiscola glabra (O. F. Müller, 1774)
- Omphiscola gorkai Kovalenko in Prysjazhnjuk et al., 2006 †
- Omphiscola servica Kovalenko, 2004 †
- Omphiscola steklovi (Kovalenko in Anistratenko et al., 1991) †
- Omphiscola ukrainica Kovalenko, 2004 †